# Liste der Einträge im National Register of Historic Places im Washington County (Colorado)

Lage des Washington County in Colorado

Die Liste der Einträge im National Register of Historic Places im Washington County in Colorado führt die Bauwerke und historischen Stätten im Washington County auf, die in das National Register of Historic Places aufgenommen wurden.
Legende
| NRHP | Historic Place             |
| HD   | Historic District          |
| NHL  | National Historic Landmark |

Washington County
| [ 2 ] | Name                        | Bild                        | Eintragsdatum                 | Lage                                                               | Ort         | Beschreibung |
| ----- | --------------------------- | --------------------------- | ----------------------------- | ------------------------------------------------------------------ | ----------- | ------------ |
| 1     | Akron Gymnasium             | Akron Gymnasium             | 16. Jan. 2008 ID-Nr. 07001397 | W. 4th St. und Custer Ave. 40° 9′ 43″ N, 103° 13′ 2″ W             | Akron       |              |
| 2     | Plum Bush Creek Bridge      | Plum Bush Creek Bridge      | 15. Okt. 2002 ID-Nr. 02001135 | U.S. Highway 36 bei Meile 138,16 39° 44′ 23,6″ N, 103° 32′ 45,9″ W | Last Chance |              |
| 3     | West Plum Bush Creek Bridge | West Plum Bush Creek Bridge | 15. Okt. 2002 ID-Nr. 02001136 | U.S. Highway 36 bei Meile 134,59 39° 44′ 24,1″ N, 103° 36′ 42,7″ W | Last Chance |              |